# 美馬市立清水小学校
美馬市立清水小学校（みましりつ しみずしょうがっこう）は、徳島県美馬市脇町にあった公立小学校。
児童数の減少などの理由で2017年3月31日をもって閉校し、同年4月1日に美馬市立江原北小学校に統合された。

## 基礎データ
全校生徒数
- 6人（2016年度（平成28年度）当時）

## 概要
- 校歌
  - 作詞：妹尾和夫 / 作曲：川人利夫

## 沿革
- 1890年（明治23年） - 江原村立清水尋常小学校を創立。
- 1928年（昭和3年） - 江原町立清水尋常小学校と改称。
- 1941年（昭和16年） - 江原町清水国民学校と改称。
- 1947年（昭和22年） - 江原町清水小学校と改称。
- 1958年（昭和33年） - 町村合併のため脇町清水小学校となる。
- 2005年（平成17年） - 町村合併のため美馬市立清水小学校となる。
- 2017年（平成29年）
  - 1月29日 - 最後の本校と美馬市立清水幼稚園合同学習発表会を開催[1]。
  - 3月31日 - 児童数の減少により閉校予定[1]。
  - 4月1日 - 美馬市立江原北小学校に統合された[1]。